# Mike Künzle
Mike Künzle (* 26. Dezember 1993 in Fehraltorf) ist ein Schweizer Eishockeyspieler, der seit Juli 2024 beim EV Zug aus der Schweizer National League unter Vertrag steht und dort auf der Position des Flügelstürmers spielt. Mit den ZSC Lions gewann Künzle in den Jahren 2014 und 2018 die Schweizer Meisterschaft.

## Karriere
Mike Künzle spielte in seiner Kindheit beim EHC Illnau-Effretikon und anschliessend beim Nachwuchs des EHC Dübendorf. Im Sommer 2008 wechselte der Flügelstürmer in die Jugendabteilung des Zürcher SC. Im Verlauf der Saison 2012/13 gelang ihm der Sprung in das professionelle Kader der GCK Lions, dem Farmteam der ZSC Lions, und bereits in der folgenden Saison erhielt er einen Zweijahresvertrag bei den ZSC Lions. Zwischen 2010 und 2013 wurde er mit dem Nachwuchs des ZSC jeweils Schweizer Meister im U17- oder U20-Bereich. Mit der Profimannschaft errang Künzle im Frühjahr 2014 erstmals die Schweizer Meisterschaft. Im September 2014 verlängerte der Angreifer seinen bis zum Sommer 2015 laufenden Vertrag bei den ZSC Lions vorzeitig um weitere drei Jahre. In diesem Zeitraum gewann er mit den Stadtzürchern den Schweizer Cup im Jahr 2016 und 2018 abermals die Meisterschaft.
Nach dem Auslaufen des Vertrags stand Künzle zwischen 2018 und 2024 beim Ligakonkurrenten EHC Biel unter Vertrag. Mit dem EHC wurde er im Frühjahr 2023 Vizemeister. Im Dezember 2023 wurde er an den schwedischen Klub Frölunda HC ausgeliehen, um das Team als Leihspieler bei der 95. Auflage des traditionsreichen Spengler Cups zu unterstützen. Einen Monat zuvor hatte er entschieden, seinen Vertrag beim EHC Biel nicht zu verlängern und einen Zweijahresvertrag beim EV Zug zu unterschreiben, der ab der Saison 2024/25 in Kraft trat.

### International
Mit der Schweizer U20-Nationalmannschaft nahm Künzle an der U20-Junioren-Weltmeisterschaft 2014 teil, die die Schweizer auf dem sechsten Platz abschlossen. Während der Saison 2014/15 kam er erstmals für die A-Nationalmannschaft zum Einsatz und absolvierte in der Folge unter anderem den Deutschland Cup in den Jahren 2014 und 2015.

## Erfolge und Auszeichnungen
| - 2010 Schweizer U17-Juniorenmeister mit den ZSC Lions - 2011 Schweizer U20-Junioren-B-Meister mit den ZSC Lions - 2011 Topscorer der Elite-Junioren-B-Playoffs - 2011 Bester Torschütze der Elite-Junioren-B-Playoffs - 2012 Schweizer U20-Juniorenmeister mit den GCK Lions - 2013 Schweizer U20-Juniorenmeister mit den GCK Lions - 2011 Topscorer der Elite-Junioren-Playoffs | - 2011 Bester Torschütze der Elite-Junioren-Playoffs - 2014 Schweizer Meister mit den ZSC Lions - 2015 Schweizer Vizemeister mit den ZSC Lions - 2016 Schweizer Cupsieger mit den ZSC Lions - 2018 Schweizer Meister mit den ZSC Lions - 2023 Schweizer Vizemeister mit dem EHC Biel |

## Karrierestatistik
Stand: Ende der Saison 2024/25

### International
Vertrat die Schweiz bei:
- U20-Junioren-Weltmeisterschaft 2013

(Legende zur Spielerstatistik: Sp oder GP = absolvierte Spiele; T oder G = erzielte Tore; V oder A = erzielte Assists; Pkt oder Pts = erzielte Scorerpunkte; SM oder PIM = erhaltene Strafminuten; +/− = Plus/Minus-Bilanz; PP = erzielte Überzahltore; SH = erzielte Unterzahltore; GW = erzielte Siegtore; 1 Play-downs/Relegation; Kursiv: Statistik nicht vollständig)